# Forplads (lufthavn)
Forpladsen (engelsk: apron el. airport apron) er området i en lufthavn, hvor luftfartøjer er parkeret på standpladser, beregnet til optagning eller afsætning af gods, passagerer, tanket, boardet eller vedligeholdt. Forpladsen er normalt ikke åben for offentligheden, og der kan kræves tilladelse for at få adgang. Passagerbroer, også kaldet jetbroer benyttes af passagerer til at gå ud af flyet.